# Pedro Escartín Morán
Pedro Escartín Morán (Madrid, 8 d'agost de 1902 - Majadahonda, 21 de maig de 1998) va ser un jugador de futbol, àrbitre i entrenador de futbol espanyol, a més de periodista i escriptor.
Va ser àrbitre internacional entre 1928 i 1948 i membre del Comitè Disciplinari de la FIFA durant 27 anys. També va ser entrenador de la selecció espanyola de futbol absoluta en dos períodes diferents. Va ser el gran impulsor a Espanya de les seleccions "B" i sempre va lluitar per la necessària creació dels planters dels equips de futbol. Va exercir el periodisme la major part de la seva vida i va ser una de les figures més respectades de l'esport a Espanya al segle xx. És per això pel que el 1988 va rebre l'Orde del Mèrit de la FIFA.

## Curiositats
- El camp de futbol del Club Deportivo Guadalajara a Guadalajara, Espanya, porta el seu nom, en honor d'aquesta llegenda del futbol mundial.
- A Madrid, enfront de l'Estadi Santiago Bernabéu, hi ha erigit un bust en honor seu realitzat per l'escultor Juan Serrano Fuentes.